# 이즈미타역
이즈미타역(일본어: 泉田駅)은 일본 야마가타현 신조시에 위치한 동일본 여객철도 오우 본선의 철도역이다. 섬식 승강장 1면 2선의 구조를 갖춘 지상역이다.

## 타는 곳
| 1 | ■ 오우 본선 | (상행) | 신조 방면                                |
| 2 | ■ 오우 본선 | (하행) | 유자와 · 요코테 · 오마가리 · 아키타 방면 |

## 역 주변
- 닛쓰 자동차 학교
- 국도 제13호선

## 역사
- 1913년 7월 15일 : 개업.
- 1970년 10월 1일 : 무인화.
- 1987년 4월 1일 : 일본국유철도 분할 민영화에 의해, 동일본 여객철도가 승계.
- 2000년 3월 20일 : 역사 개축.

## 인접 역
| 동일본 여객철도 오우 본선 | 동일본 여객철도 오우 본선 | 동일본 여객철도 오우 본선 |
| ------------------------- | ------------------------- | ------------------------- |
| 신조 신조 방면            | ■ 오우 본선               | 우젠토요사토 아키타 방면  |